# Szamosangyalos
Szamosangyalos is een plaats (község) en gemeente in het Hongaarse comitaat Szabolcs-Szatmár-Bereg. Szamosangyalos telt 601 inwoners (2001).